# Wiktorija Poljowa

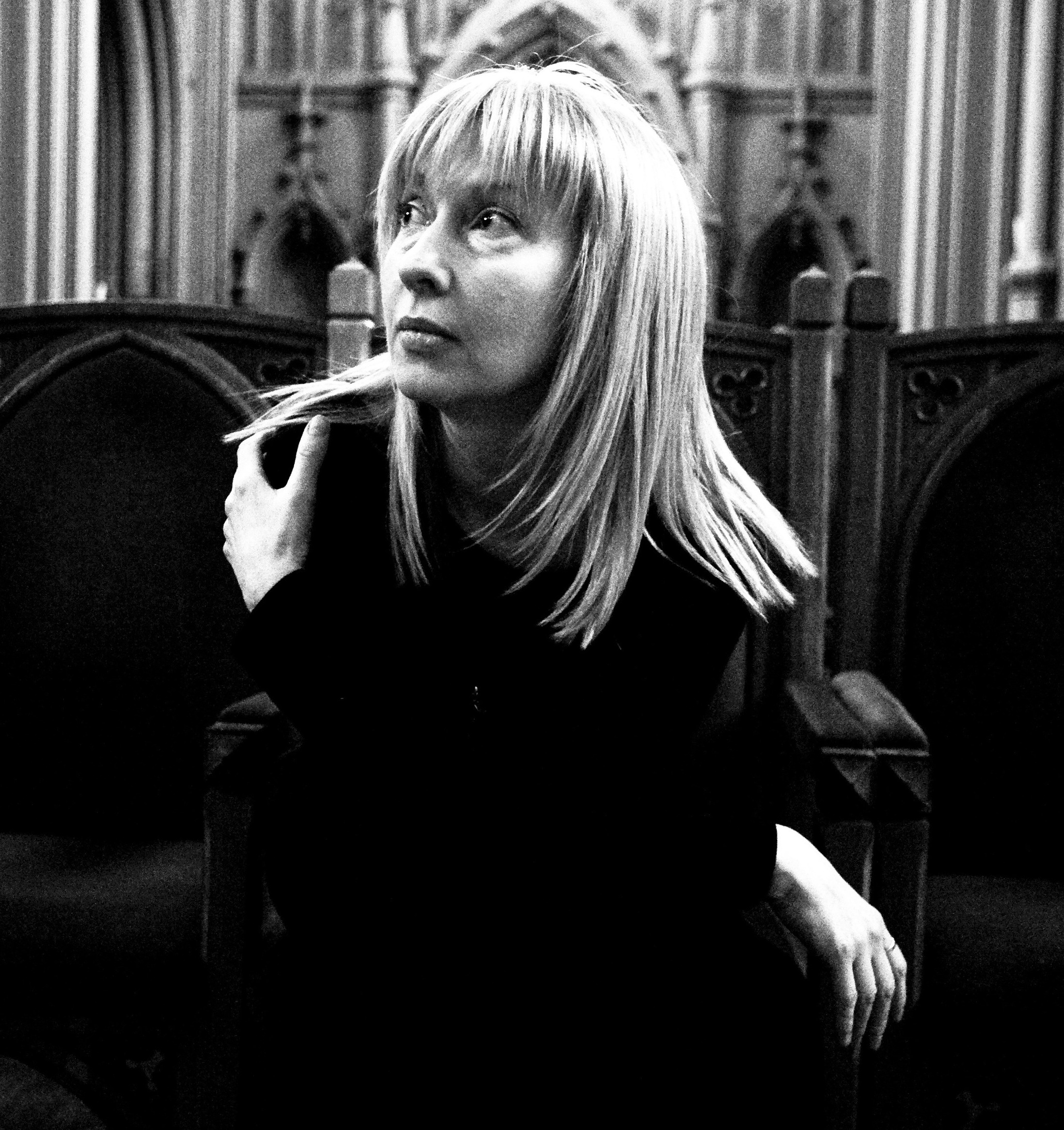
Wiktorija Poljowa 2008

Wiktorija Walerijiwna Poljowa (ukrainisch Вікторія Валеріївна Польова, russisch Виктория Валерьевна Полевая Wiktorija Walerjewna Polewaja, international verwendeter Name Victoria Poleva; * 11. September 1962 in Kiew, Ukrainische SSR) ist eine ukrainische Komponistin.

## Leben
Wiktorija Poljowa kam in Kiew als Tochter des Komponisten Walerij Poljowyj (Валерій Петрович Польовий; 1927–1986) zur Welt. Sie absolvierte 1989 nach einem Studium der Komposition bei Iwan Karabyz die Nationale Musikakademie der Ukraine Peter Tschaikowski und vervollständigte ihre Studien 1995 bei Lewko Kolodub.
Von 1990 bis 1998 war sie Dozent der Kompositionsabteilung und von 2000 bis 2005 war sie bei der Abteilung für Musik und Informationstechnologien der Nationalen Musikakademie beschäftigt. Seit 1992 ist sie Mitglied des Nationalen Komponistenverbandes der Ukraine.
Seit 2005 ist sie kreativ tätig. In den Jahren 2009 und 2010 war sie Kuratorin für akademische Musikprogramme beim Gogolfest Contemporary Art Festival.
Wiktorija Poljowa ist in symphonischen, chorischen und kammermusikalischen Genres tätig. Eine bedeutende Periode ihrer Kreativität ist mit dem Studium und der Verkörperung liturgischer Texte in der Musik verbunden.
Ihre Kompositionen werden auf Festivals zeitgenössischer Musik in Russland, Schweden, Finnland, Schweiz, Italien, Frankreich, Polen, die Vereinigten Arabischen Emirate, USA, Peru und Chile aufgeführt.

## Ehrungen
- 2018 erhielt sie mit dem Taras-Schewtschenko-Preis den Staatspreis für Kultur der Ukraine.[3]